# 激情獵誘
《激情獵誘》（英語：Burning Kiss）是一部2018年的澳大利亞新黑色驚悚片，羅比·斯塔德執導。主演包括連恩·格雷厄姆、艾莉森·沃克和理查·梅立克。

## 劇情
6年前的一場車禍，讓艾德蒙·布魯傷殘並造成妻子亡故。在復仇的推動下，順從的女兒夏洛特照料艾德蒙，她幫助父親尋找車禍的肇事者。不幸的是，隨著真相越來越扭曲，艾德蒙也變得越來越失控。

## 演員
| 演員                              | 角色                           |
| --------------------------------- | ------------------------------ |
| 連恩·格雷厄姆 Liam Graham         | 麥斯伍茲 Max Woods             |
| 艾莉森·沃克 Alyson Walker         | 夏洛特·布魯 Charlotte Bloom    |
| 理查·梅立克 Richard Mellick       | 艾德蒙·布魯 Edmond Bloom       |
| 克莉絲蒂·希壯克 Christie Sistrunk | 索菲亞·瓦爾蒙特 Sophia Valmont |
| 妮可拉·倫頓 Nichola Renton        | 朱麗葉·布魯 Juliette Bloom     |

## 製作
激情獵誘是羅比·斯塔德的處女作，他在寫劇本的時候看了很多黑色電影和老式偵探片。斯塔德的靈感來自於反向構建一個謎團的想法，這成了電影的主要情節。
在拍攝前，斯塔德觀看了其他導演的專題片和採訪，並從亞弗列·希治閣和比利·懷德等邪典導演那裡吸收靈感。主體拍攝在導演的家鄉西澳大利亞州進行。斯塔德捨棄大城市取景，因為他想迫使製作團隊發揮創造力，利用西澳的鄉村場景來增加電影怪誕和古怪的氣氛。
製作人梅根·帕林卡斯將本片描述為「一部充滿異國情調和超現實主義的悶燒的心理劇」。而演員連恩·格雷厄姆評價是「這是一部性感、危險的夏日黑色電影，並帶有一絲經典電影的味道」。

## 外部連結
- 互联网电影数据库（IMDb）上《激情獵誘》的资料（英文）
- 開眼電影網上《激情獵誘》的資料（繁體中文）